# Liste der Fließgewässer des Taunus
Die Liste der Fließgewässer des Taunus enthält die Bäche des Taunus mit mehr als 10 km Länge.
Der Taunus ist ein in Hessen und Rheinland-Pfalz liegendes Mittelgebirge mit dem Großen Feldberg als höchster Erhebung.
| Vorfluter   | Vorfluter   | Name        | GKZ     | Länge [km] | EZG [km²] | MQ [l/s] | Quelle                                                                                   | Quell- höhe | Mündung                                                               | Mündungs. höhe | Naturräume |
| ----------- | ----------- | ----------- | ------- | ---------- | --------- | -------- | ---------------------------------------------------------------------------------------- | ----------- | --------------------------------------------------------------------- | -------------- | --- |
| Lahn        | Lahn        | Mühlbach    | 25896   | 32,1       | 171,9     | 0957     | südlich des Galgenküppel bei Kloster Schönau (Strüth)                                    | 445         | stromabwärts der Burg Nassau                                          | 82             | Taunus - Westlicher Hintertaunus - Zorner Hochfläche - Nastätter Mulde - Unterlahnhöhen Gießen-Koblenzer Lahntal - Unteres Lahntal - Nassauer Lahntal |
| Lahn        | Lahn        | Dörsbach    | 25892   | 32,0       | 114,0     | 0815     | am Erlenhof oberhalb von Huppert, 1 km nordöstlich des Mappershainer Kopfs               | 472         | beim Kloster Arnstein in Obernhof                                     | 88             | Taunus - Westlicher Hintertaunus - Westlicher Aartaunus - Katzenelnbogener Hochfläche - Zentrale Katzenelnbogener Hochfläche - Unteres Dörsbach-Tiefenbach-Gebiet Gießen-Koblenzer Lahntal - Unteres Lahntal - Nassauer Lahntal                                                  |
|             | Dörsbach    | Hasenbach   | 258924  | 11,0       | 029,2     |          | nordwestlich des KD Römerkastell                                                         | 465         | westlich der Tennermühle bei Singhofen                                | 151            | Taunus - Westlicher Hintertaunus - Katzenelnbogener Hochfläche - Unteres Dörsbach-Tiefenbach-Gebiet |
| Lahn        | Lahn        | Aar         | 2588    | 49,7       | 312,6     | 1770     | nahe Kastell Zugmantel bei Orlen                                                         | 429         | in Diez                                                               | 103            | Taunus - Westlicher Hintertaunus - Oberaarmulde - Westlicher Aartaunus - Bad Schwalbach-Hohensteiner Aartal Gießen-Koblenzer Lahntal - Limburger Becken - Südlimburger Beckenhügelland - Inneres Limburger Becken - Limburger Lahntalweitung                                     |
|             | Aar         | Aubach      | 25886   | 15,1       | 054,9     | 0366     | südlich von Oberlibbach                                                                  | 417         | bei Aarbergen-Kettenbach                                              | 188            | Taunus - Westlicher Hintertaunus - Östlicher Aartaunus - Bad Schwalbach-Hohensteiner Aartal |
| Lahn        | Lahn        | Emsbach     | 25874   | 39,1       | 321,8     | 1805     | zwischen Glaskopf und dem Kleinen Feldberg in der Gemeinde Glashütten                    | 695         | bei Eschhofen                                                         | 110            | Taunus - Hoher Taunus - Feldberg-Taunuskamm - Östlicher Hintertaunus - Steinfischbacher Hintertaunus - Idsteiner Senke - Escher Grund - Goldener Grund Gießen-Koblenzer Lahntal - Limburger Becken - Kirberger Hügelland - Linterer Hochfläche                                   |
|             | Emsbach     | Dombach     | 258744  | 11,1       | 026,5     | 0145     | zwischen Dombach und Riedelbach in der Gemeinde Weilrod                                  | 480         | in Erbach                                                             | 185            | Taunus - Östlicher Hintertaunus - Pferdskopf-Taunus - Steinfischbacher Hintertaunus - Idsteiner Senke - Goldener Grund |
|             | Emsbach     | Laubusbach  | 258746  | 11,1       | 013,9     |          | zwischen Wolfenhausen und Langebach in der Gemeinde Weilmünster                          | 345         | bei Oberbrechen                                                       | 154            | Taunus - Östlicher Hintertaunus - Hasselbacher Hintertaunus - Steinfischbacher Hintertaunus Gießen-Koblenzer Lahntal - Limburger Becken - Kirberger Hügelland |
|             | Emsbach     | Wörsbach    | 258748  | 24,5       | 118,7     | 590      | südlich von Idstein im Taunus, am Südrand der Idsteiner Senke, nahe der Bundesautobahn 3 | 340         | in Niederbrechen                                                      | 140            | Taunus - Idsteiner Senke - Idsteiner Grund - Westlicher Hintertaunus - Östlicher Aartaunus Gießen-Koblenzer Lahntal - Limburger Becken - Kirberger Hügelland |
| Lahn        | Lahn        | Weil        | 2586    | 46,6       | 247,9     | 2317     | zwischen Großem- und Kleinem Feldberg, beim Kastell Kl. Feldberg, nahe Niederreifenberg  | 738         | bei Weilburg                                                          | 128            | Taunus - Hoher Taunus - Feldberg-Taunuskamm - Östlicher Hintertaunus - Pferdskopf-Taunus - Hasselbacher Hintertaunus - Weilburger Hintertaunus Gießen-Koblenzer Lahntal - Weilburger Lahntal                                                                                     |
|             | Weil        | Wiesbach    | 25866   | 12,1       | 034,5     | 280      | ost-südöstlich von Grävenwiesbach                                                        | 400         | südlich von Audenschmiede                                             | 198            | Taunus - Östlicher Hintertaunus - Bodenroder Kuppen - Hasselbacher Hintertaunus - Weilburger Hintertaunus |
| Lahn        | Lahn        | Iserbach    | 25854   | 19,2       | 031,2     | 265      | südlich des Heidenkopfs                                                                  | 375         | in Leun                                                               | 131            | Taunus - Östlicher Hintertaunus - Weilburger Hintertaunus Gießen-Koblenzer Lahntal - Weilburger Lahntal |
| Lahn        | Lahn        | Solmsbach   | 25852   | 24,6       | 112,5     | 806      | bei Espa                                                                                 | 430         | bei Burgsolms                                                         | 142            | Taunus - Östlicher Hintertaunus - Bodenroder Kuppen - Wetzlarer Hintertaunus - Weilburger Hintertaunus Westhessisches Berg- und Senkenland - Marburg-Gießener Lahntal - Gießener Lahntalsenke                                                                                    |
| Lahn        | Lahn        | Wetzbach    | 2583996 | 11,7       | 032,9     | 262      | nördlich des Köhlerbergs                                                                 | 355         | in Wetzlar                                                            | 147            | Taunus - Östlicher Hintertaunus - Wetzlarer Hintertaunus Westhessisches Berg- und Senkenland - Marburg-Gießener Lahntal - Gießener Lahntalsenke |
| Lahn        | Lahn        | Kleebach    | 258396  | 26,8       | 164,4     | 815      | in der Nähe von Espa                                                                     | 430         | in der Nähe von Dutenhofen                                            | 150            | Taunus - Östlicher Hintertaunus - Bodenroder Kuppen - Wetzlarer Hintertaunus Westhessisches Berg- und Senkenland - Marburg-Gießener Lahntal - Großenlindener Hügelland - Gießener Lahntalsenke                                                                                   |
|             | Kleebach    | Schwingbach | 2583964 | 10,9       | 025,0     |          | südwestlich der Ortschaft Vollnkirchen in der Nähe des Napoleonsstocks                   | 336         | in Hüttenberg                                                         | 177            | Taunus - Östlicher Hintertaunus - Wetzlarer Hintertaunus Westhessisches Berg- und Senkenland - Marburg-Gießener Lahntal - Großenlindener Hügelland |
| Wetter      | Wetter      | Usa         | 24848   | 34,1       | 184,5     | 1130     | bei Neu-Anspach                                                                          | 458         | nahe Friedberg-Fauerbach                                              | 123            | Taunus - Östlicher Hintertaunus - Hasselbacher Hintertaunus - Usinger Becken - Münster-Maibach Schwelle - Hoher Taunus - Nauheimer Taunussporn Rhein-Main-Tiefland - Wetterau - Mörlener Bucht - Butzbacher Becken - Friedberger Wetterau                                        |
| Nidda       | Nidda       | Erlenbach   | 2488    | 30,0       | 071,3     | 582      | nordöstlich des Großen Feldbergs                                                         | 590         | bei Bad Vilbel                                                        | 105            | Taunus - Hoher Taunus - Feldberg-Taunuskamm - Winterstein-Taunuskamm - Östlicher Hintertaunus - Usinger Becken - Vortaunus - Homburger Vortaunus Rhein-Main-Tiefland - Main-Taunusvorland - Homburger Bucht - Nordöstliches Main-Taunusvorland - Wetterau - Friedberger Wetterau |
| Nidda       | Nidda       | Eschbach    | 24892   | 18,0       | 061,4     | 428      | südwestlich des Kellerbergs                                                              | 392         | hinter Frankfurt-Harheim                                              | 105            | Taunus - Hoher Taunus - Feldberg-Taunuskamm - Vortaunus - Kronberger Taunusfuß Rhein-Main-Tiefland - Main-Taunusvorland - Homburger Bucht - Nordöstliches Main-Taunusvorland |
| Nidda       | Nidda       | Urselbach   | 24894   | 16,0       | 033,3     | 296      | an der Weißen Mauer nahe Oberursel                                                       | 470         | bei Frankfurt-Heddernheim                                             | 102            | Taunus - Hoher Taunus - Feldberg-Taunuskamm - Vortaunus - Kronberger Taunusfuß Rhein-Main-Tiefland - Main-Taunusvorland - Nordöstliches Main-Taunusvorland |
| Nidda       | Nidda       | Westerbach  | 24896   | 12,4       | 031,4     | 261      | in Kronberg                                                                              | 451         | bei Frankfurt-Rödelheim                                               | 94             | Taunus - Vortaunus - Kronberger Taunusfuß Rhein-Main-Tiefland - Main-Taunusvorland - Nordöstliches Main-Taunusvorland - Untermainebene - Flörsheim-Griesheimer Mainniederung |
| Nidda       | Nidda       | Sulzbach    | 24898   | 12,1       | 033,3     | 243      | im Johanniswald südlich von Königstein-Mammolshain                                       | 310         | bei Frankfurt-Sossenheim                                              | 93             | Taunus - Vortaunus - Königsteiner Taunusfuß Rhein-Main-Tiefland - Main-Taunusvorland - Nordöstliches Main-Taunusvorland - Untermainebene - Flörsheim-Griesheimer Mainniederung                                                                                                   |
| Main        | Main        | Liederbach  | 2492    | 20,7       | 037,5     | 308      | nördlich von Königstein                                                                  | 658         | in Frankfurt-Höchst                                                   | 93             | Taunus - Östlicher Hintertaunus - Steinfischbacher Hintertaunus - Hoher Taunus - Feldberg-Taunuskamm - Vortaunus - Hornauer Bucht Rhein-Main-Tiefland - Main-Taunusvorland - Nordöstliches Main-Taunusvorland - Untermainebene - Flörsheim-Griesheimer Mainniederung             |
| Main        | Main        | Schwarzbach | 2496    | 31,9       | 134,8     | 877      | östlich und oberhalb von Oberrod                                                         | 430         | bei Hattersheim                                                       | 91             | Taunus - Östlicher Hintertaunus - Steinfischbacher Hintertaunus - Hoher Taunus - Feldberg-Taunuskamm - Vortaunus - Eppsteiner Horst Rhein-Main-Tiefland - Main-Taunusvorland - Nordöstliches Main-Taunusvorland - Untermainebene - Flörsheim-Griesheimer Mainniederung           |
|             | Schwarzbach | Daisbach    | 24962   | 14,8       | 042,4     |          | südlich von Niedernhausen-Engenhahn                                                      | 460         | in Eppstein                                                           | 189            | Taunus - Hoher Taunus - Wiesbadener Hochtaunus - Idsteiner Senke - Idsteiner Grund - Vortaunus - Eppsteiner Horst |
| Ardelgraben | Ardelgraben | Weilbach    | 249742  | 12,0       | 015,2     | 158      | nordwestlich des Hofheimer Stadtteils Langenhain                                         | 350         | westlich von Eddersheim                                               | 89             | Taunus - Vortaunus - Eppsteiner Horst Rhein-Main-Tiefland - Main-Taunusvorland - Hochheimer Ebene - Untermainebene - Flörsheim-Griesheimer Mainniederung |
| Main        | Main        | Wickerbach  | 2498    | 23,8       | 064,9     | 351      | nordwestlich des Wiesbadener Stadtteils Naurod                                           | 330         | zwischen Hochheim und Flörsheim und gegenüber von Rüsselsheim am Main | 83             | Taunus - Hoher Taunus - Wiesbadener Hochtaunus - Vortaunus - Eppsteiner Horst Rhein-Main-Tiefland - Main-Taunusvorland - Hochheimer Ebene - Untermainebene - Hochheimer Mainaue                                                                                                  |
| Rhein       | Rhein       | Salzbach    | 2512    | 15,1       | 089,2     | 548      | im nordöstlichen Wiesbadener Stadtwald zwischen Kellerskopf und Rassel                   | 395         | an der Grenze zwischen Biebrich und Amöneburg                         | 81             | Taunus - Hoher Taunus - Wiesbadener Hochtaunus - Vortaunus - Wiesbadener Vortaunus Rhein-Main-Tiefland - Main-Taunusvorland - Wiesbadener Bucht - Hochheimer Ebene - Ingelheimer Rheinebene                                                                                      |
|             | Salzbach    | Wäschbach   | 25128   | 13,9       | 022,3     |          | am Südwesthang des Steinkopf                                                             | 280         | nordöstlich von Wiesbaden-Biebrich                                    | 93             | Taunus - Vortaunus - Wiesbadener Vortaunus Rhein-Main-Tiefland - Main-Taunusvorland - Hochheimer Ebene |
| Rhein       | Rhein       | Mosbach     | 25132   | 11,3       | 014,1     |          | südöstlich der Hohen Wurzel                                                              | 425         | bei Biebrich                                                          | 83             | Taunus - Hoher Taunus - Wiesbadener Hochtaunus - Vortaunus - Rheingau-Vortaunus Rhein-Main-Tiefland - Rheingau - Main-Taunusvorland - Hochheimer Ebene - Ingelheimer Rheinebene                                                                                                  |
| Rhein       | Rhein       | Walluf      | 2514    | 13,7       | 028,1     | 186      | südwestlich der Ortslage Bärstadt                                                        | 428         | in der Ortslage von Niederwalluf                                      | 81             | Taunus - Westlicher Hintertaunus - Westlicher Aartaunus - Wiesbadener Hochtaunus - Hoher Taunus - Rheingaugebirge - Wiesbadener Hochtaunus - Vortaunus - Rheingau-Vortaunus Rhein-Main-Tiefland - Rheingau - Ingelheimer Rheinebene                                              |
| Rhein       | Rhein       | Wisper      | 256     | 29,7       | 208,9     | 1271     | in Heidenrod, 250 m östlich der Ortslage von Mappershain                                 | 483         | in Höhe des Stadtkerns von Lorch                                      | 73             | Taunus - Westlicher Hintertaunus - Westlicher Aartaunus - Wispertaunus - Mittelrheingebiet - Oberes Mittelrheintal - Bacharacher Rheintal |
|             | Wisper      | Ernstbach   | 2564    | 13,9       | 035,3     |          | 500 m nordöstlich von Hof Mappen im Rheingauer Hinterlandswald                           | 480         | beim Hermannssteg 2 km oberhalb der Kammerburg                        | 150            | Taunus - Hohertaunus - Rheingaugebirge - Westlicher Hintertaunus - Wispertaunus |
| Rhein       | Rhein       | Forstbach   | 25738   | 12,1       | 26,9      |          | am Nordrand von Rettershain                                                              | 396         | in Sankt Goarshausen                                                  | 67             | Taunus - Westlicher Hintertaunus - Mittelrheintaunus Mittelrheingebiet - Oberes Mittelrheintal - St. Goarer Tal |